# Pouteria lucuma
Pouteria lucuma je druh subtropické, hospodářsky významné dvouděložné rostliny z čeledi zapotovité (Sapotaceae). Komerčně pěstována je především pro své plody nazývané lucuma, lucma, lucmo, lúcuma, lúcumo, mammon, cumala, rucma, marco či „zlato Inků“.

## Popis
Vytrvalá, stálezelená rostlina má podobu 8–15 m vysokého stromu s hustou, kulovitou korunou o průměru 6–8 m. Mladé větvičky jsou jemně, hnědavě ochlupené. Při poranění roní rostlina bílý latex.
Listy jsou 12,5–25 cm dlouhé, 5–10 cm široké, na líci tmavě zelené a lehce kožovité, na rubu bledé a lehce ochlupené, oválné až obvejčité, na vrcholu tupé, na bázi zašpičatělé. Na větvích jsou soustředěny na jejich konce, kde rostou trsovitě.
Květy trubkovitého tvaru mají žlutozelenou barvu, rostou samostatně nebo v trsech po dvou až třech, poupata se tvoří v paždích většinou mladých listů. Kalich je ochlupený, tvořen 5–7 kališními lístky. Okvětí tvoří 5 lístků, mezi nimiž se nachází 5 patyčinek, které jsou delší než tyčinky samotné. Kvetení probíhá celoročně, přičemž první plody se na rostlině objevují po 15. roce života.
Plody jsou lehce zploštělé, 200–350 g těžké, obvejčité až oválné, 7,5–10 cm dlouhé. Slupka je hladká, tenká, v průběhu zrání přechází z tmavě zelené na hnědozelenou. Dužnina je výrazně žlutá, pevná, suchá až moučná, až do fáze přezrání nasátá latexem, chut´ově velmi sladká, připomíná karamel, ořechy, vanilku či javorový sirup. Každý plod uvnitř obsahuje 1–5 oválných, lesklých, hnědých semen.

## Ekologie
Druh typicky roste ve vyšších nadmořských výškách – 1000 až 2400 m n. m., na slunečných stanovištích. Půdu preferuje dobře propustnou, neutrální až lehce kyselou, písčitou, s vyšším podílem organické hmoty. Velmi dobře snáší dlouhodobé sucho. Pro zdejší ekosystém představují stromy jak útočiště, tak i zdroj potravy (např. drozd andský).

## Rozšíření
Domovinou tohoto druhu jsou oblasti And (Peru, Ekvádor, Chile), v současné době je však rozšířen i do přírody Bolivie, Kolumbie, Kostariky, Mexika a Havajských ostrovů.

## Galerie

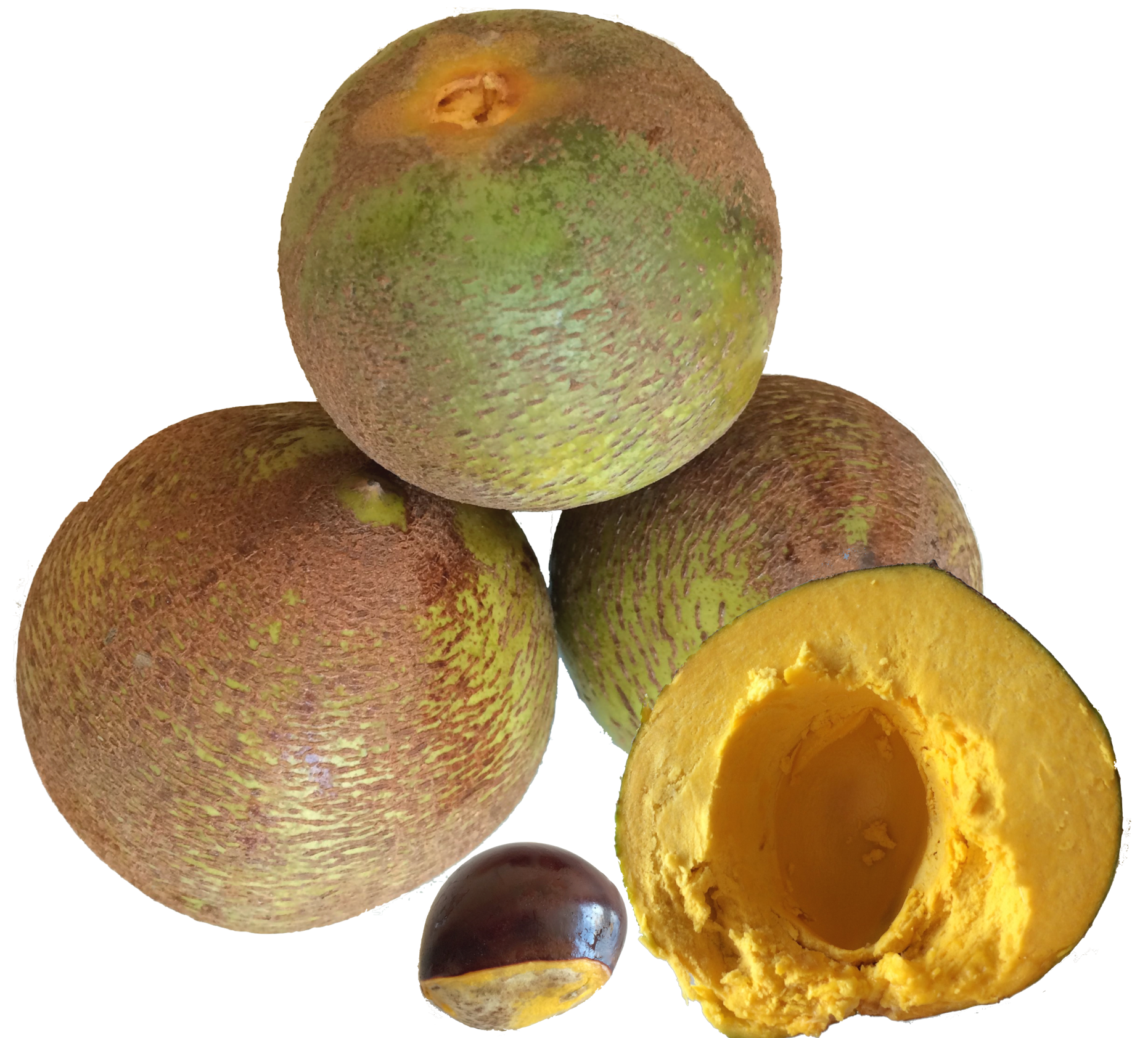
Plody
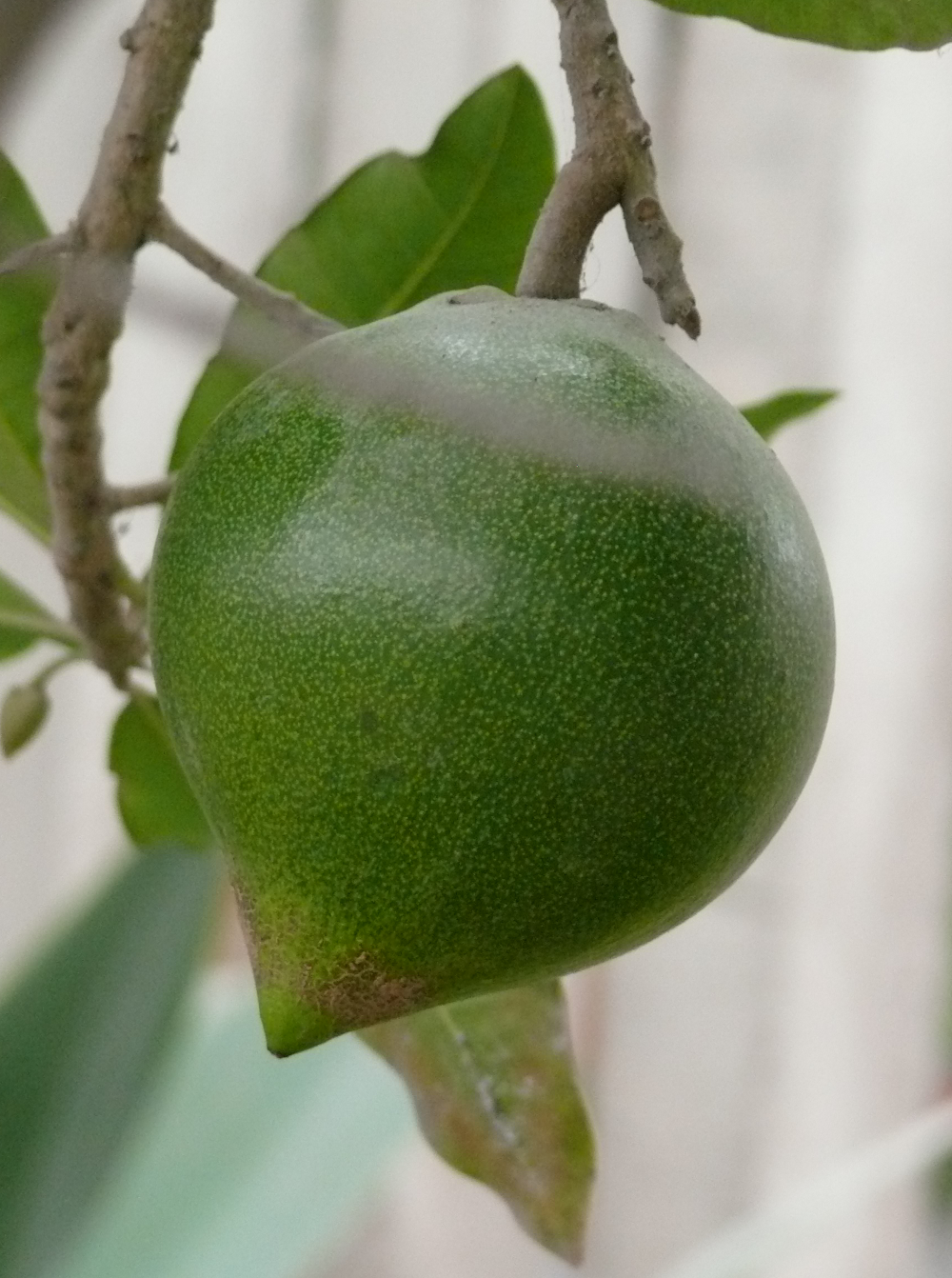
Zrající plod
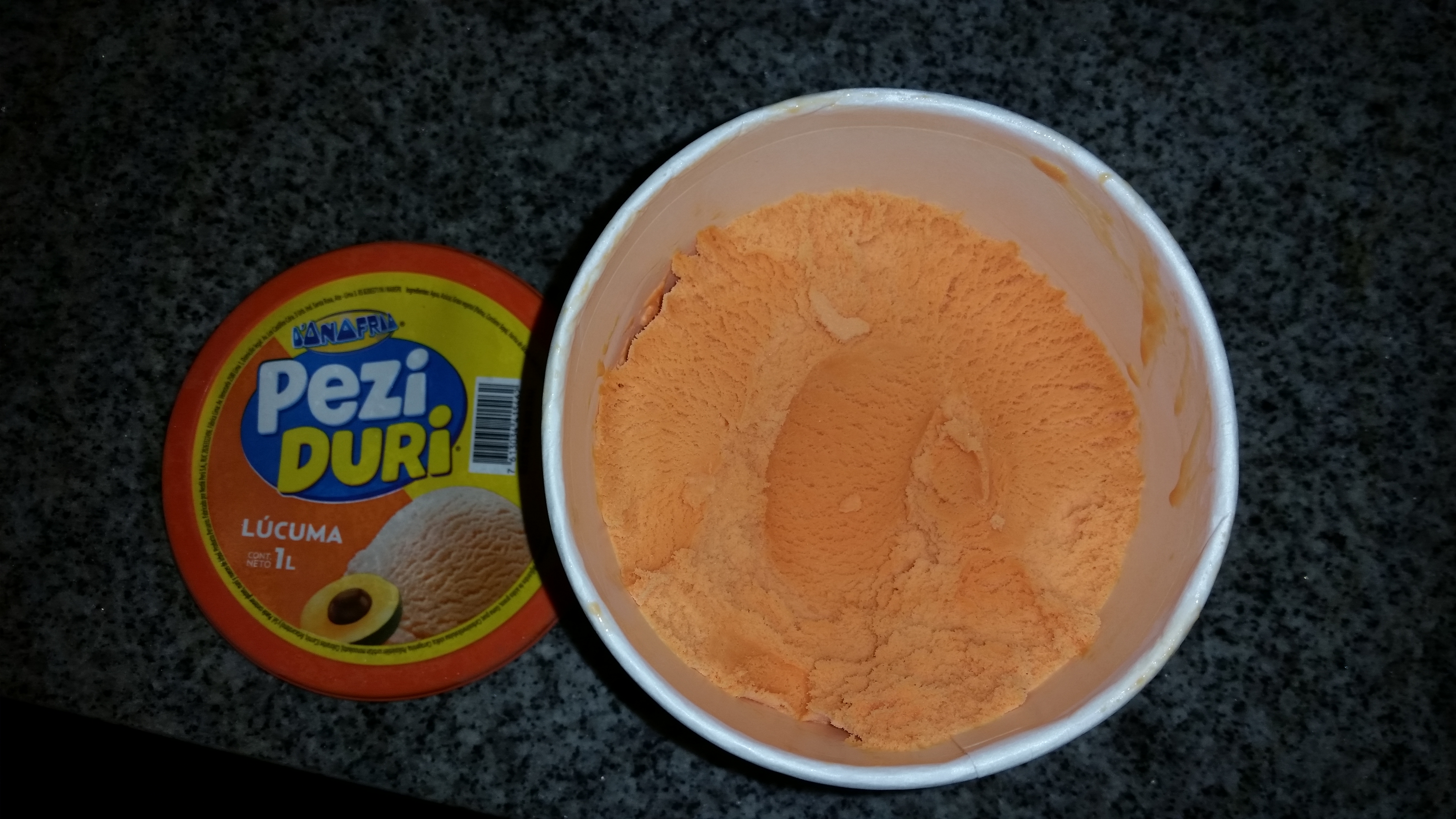
Zmrzlina s příchutí lucumy, Peru
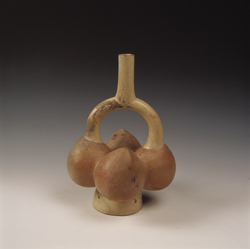
Močická keramika zpodobňující plody lucumy, Peru

## Historie
Vyobrazení motivu plodů lucumy ve starých pověstech a legendách, na keramice a textiliích svědčí o tom, že pro hospodářské účely byl druh využíván již za dob Močiků – jihoamerických domorodců žijících na severním pobřeží dnešního Peru. První písemná zmínka pochází z roku 1531 od  evropských kolonizátorů, kteří na ni narazili na území Ekvádoru. Roku 1915 byla z oblasti Ollantaytambo převezena semena této rostliny botanikem Oratorem F. Cookem do USA, kde posléze probíhaly pokusy o pěstování rostliny v oblasti Floridy.
V současné době jsou hlavními producenty lucumy Peru a Chile.

## Využití
Plody této rostliny se pro svou chuť a vysoký obsah živin považují za superpotravinu. Čerstvé plody jsou ve sladké kuchyni a potravinářství všestranně využitelné. Kvůli své křehkosti se čerstvé plody k exportu nehodí, proto se častěji můžeme setkat s moučkou, která se z nich po jejich usušení a umletí připravuje. Z nutričního hlediska je dužnina bohatým zdrojem sacharidů (25 %), vlákniny (1,1 %), bílkovin, vitamínů, minerálů, fenolů, niacinu a betakarotenu. Poměrně odolné a kompaktní dřevo je lokálně používáno ve stavebnictví.